# 泊龍雄
泊 龍雄（とまり たつお、1940年12月16日 - ）は、日本の文部官僚。文部大臣官房審議官、文部省高等教育局私学部長、生涯学習局長等を歴任し、放送大学学園役員も務めた。

## 経歴
鹿児島県出身。大阪府大阪市で生まれ、小学校から高等学校まで鹿児島県鹿児島市で育つ。鹿児島県立甲南高等学校卒業。1966年に東京大学法学部を卒業して、4月に文部省へ入省し初等中等教育局財務課勤務。1968年10月より文部大臣官房総務課、1971年7月より文部省大学学術局教職員養成課で勤務。1974年10月三重県教育委員会指導課長に就く。1977年6月文部省管理局企画調整課学校法人調査官、1978年3月管理局企画調整課課長補佐、1980年7月初等中等教育局地方課課長補佐、1981年7月初等中等教育局財務課課長補佐、1982年7月大臣官房会計課副長（1983年6月大臣官房企画官兼任）、1984年3月大学局企画官、1984年9月高等教育局私学部私学助成課長、1988年6月高等教育局大学課長、1991年6月大臣官房会計課長を経て、1992年7月大臣官房審議官（初等中等教育局担当）に就任。1993年7月1日より文部省高等教育局私学部長。1994年7月25日、文部省生涯学習局長に就任。健康上の理由で、1995年4月14日に生涯学習局長を退任し大臣官房付となる。1995年8月1日放送大学学園監事に就く。1997月11月16日放送大学学園監事を退任し、11月17日理事に就任。2001年1月18日まで放送大学学園理事を務めた。